# جزائريون
الجزائريون أو الشعب الجزائري هم سكان ومواطني الجمهورية الجزائرية الديمقراطية الشعبية الذين يشتركون في الثقافة والتاريخ والقومية الجزائرية. في عام 2020 بلغ عدد سكان الجزائر ما يقارب 44,6 مليون نسمة.
تتناول هذه المقالة السمات الديموغرافية لسكان الجزائر، وتشمل الكثافة السكانية، والعرق، ومستوى التعليم، والصحة، والوضع الاقتصادي، والانتماءات الدينية، والجوانب الأخرى للسكان.
يعيش واحد وتسعون بالمائة من سكان الجزائر على طول ساحل البحر الأبيض المتوسط على 12٪ من إجمالي مساحة البلاد. حوالي 45% من السكان حضريون ولا يزال التحضر مستمرا بالرغم من الجهود التي تبذلها الحكومة لتثبيط الهجرة إلى المدن. يعيش اليوم 24.182.736 جزائري في المناطق الحضرية، وحوالي 1.5 مليون من البدو الرحل في منطقة الصحراء.
يعتنق 97٪ من السكان الإسلام السني؛ وهناك عدد قليل من المسلمين من اتباع المذهب الإباضي. تبلغ نسبة المسيحيين في الجزائر حوالي 1٪ من إجمالي السكان (ما يقارب 70 الف جزائري-إحصاء سنة 2020)، كانت هذه النسبة أكبر بكثير خلال سنوات الاستعمار الفرنسي، إلا أن المجتمع الروماني الكاثوليكي لا يزال موجودًا كما هو الحال مع بعض البروتستانت. أما الجالية اليهودية في الجزائر والتي كانت تشكل في يوم من الأيام 2٪ من إجمالي السكان، فقد انخفضت بشكل كبير بسبب الهجرة ومعظمها إلى فرنسا وإسرائيل.
نما نظام التعليم الجزائري بسرعة منذ عام 1962، وفي السنوات الـ 12 الماضية بلغ عدد الطلاب الذين يرتادون المدارس أكثر من 5 ملايين طالب. التعليم مجاني وإلزامي حتى سن 16 عامًا. وبالرغم من تخصيص الحكومة لموارد تعليمية كبيرة إلا أن الضغوط السكانية والنقص الخطير في عدد المعلمين تسبب في ارهاق النظام التعليمي بشدة، بالإضافة إلى الهجمات الإرهابية ضد البنية التحتية التعليمية خلال التسعينيات. هناك أعداد متواضعة من الطلاب الجزائريين يدرسون في الخارج خاصة في فرنسا وكندا الناطقة بالفرنسية. في عام 2000 أطلقت الحكومة مراجعة رئيسية للنظام التعليمي في البلاد.
لا تزال هناك تحديات كبيرة فيما يتعلق بالإسكان والرعاية الصحية في الجزائر. أدى فشل البنية التحتية واستمرار تدفق الناس من المناطق الريفية إلى المناطق الحضرية إلى زيادة العبء على كلا النظامين. وفقًا لبرنامج الأمم المتحدة الإنمائي تتمتع الجزائر بواحد من أعلى معدلات إشغال الوحدات السكنية في العالم، وقد صرح المسؤولون الحكوميون علنًا أن البلاد تعاني من عجز فوري يبلغ 1.5 مليون وحدة سكنية.

## تسمية
جزائري (الجمع: جزائريون) نسبة للجزائر، والتي حسب ما جاء في المصادر التاريخية فإن بلقين بن زيري مؤسس الدولة الزيرية، حين أسس عاصمته عام 960 أطلق عليها اسم جزائر بني مزغنة نظرا لوجود 4 جزر صغيرة غير بعيد عن ساحل البحر قبالة المدينة. وهو ما أكده الجغرافيون المسلمون مثل ياقوت الحموي والإدريسي.

## تاريخ

### ما قبل التاريخ، العصر القديم والعصور الوسطى المبكرة
أقدم بقايا للإنسان بشمال الأراضي الجزائرية في موقع عين لحنش قرب سطيف، صنفت أعمار البقايا إلى 1.8 مليون سنة. أستوطت الجزائر حصرا من قبل الإنسان العاقل القادم من القرن الأفريقي، وتمركز في المغرب الأوسط لمدة 150 قرون من 000 250 إلى 000 50 قبل الميلاد. إستوطن سكان من فينيقيا على ساحل شمال أفريقيا حوالي 900 قبل الميلاد وتوسعوا في شمال الأراضي الجزائرية الحالية ، ضمن سلطة الإمبراطورية القرطاجية. بين تدمير قرطاج وإقامة السيطرة الرومانية على بلاد المغرب، كانت هناك فترة وجيزة ازدهرت فيها الممالك المحلية. في وسط التسميات القبلية المتغيرة المستخدمة في مصادر فترات مختلفة، يمكن تمييز مجموعتين رئيسيتين من القبائل المستقرة نسبياً: الموري، الذين يعيشون بين المحيط الأطلسي ووادي ملوية أو ربما وادي الشلف، والذين أعطوا اسمهم إلى موريتانيا؛ والنوميديين (الماسيليس بالشرق الشمالي والماساسيلس في الغرب الشمالي)، على اسم نوميديا في المنطقة الغربية التي كانت تسيطر عليها قرطاج سابقا. مجموعة ثالثة، القيتول، البدو الرحل من الصحراء وحوافها. ظهرت القبائل المختلفة لأول مرة في التاريخ في أواخر القرن الثالث قبل الميلاد، بعد فترة من التطور الاجتماعي الناجم عن الاتصال بالحضارة القرطاجية.

## إثنيات

أطفال من تقرت.

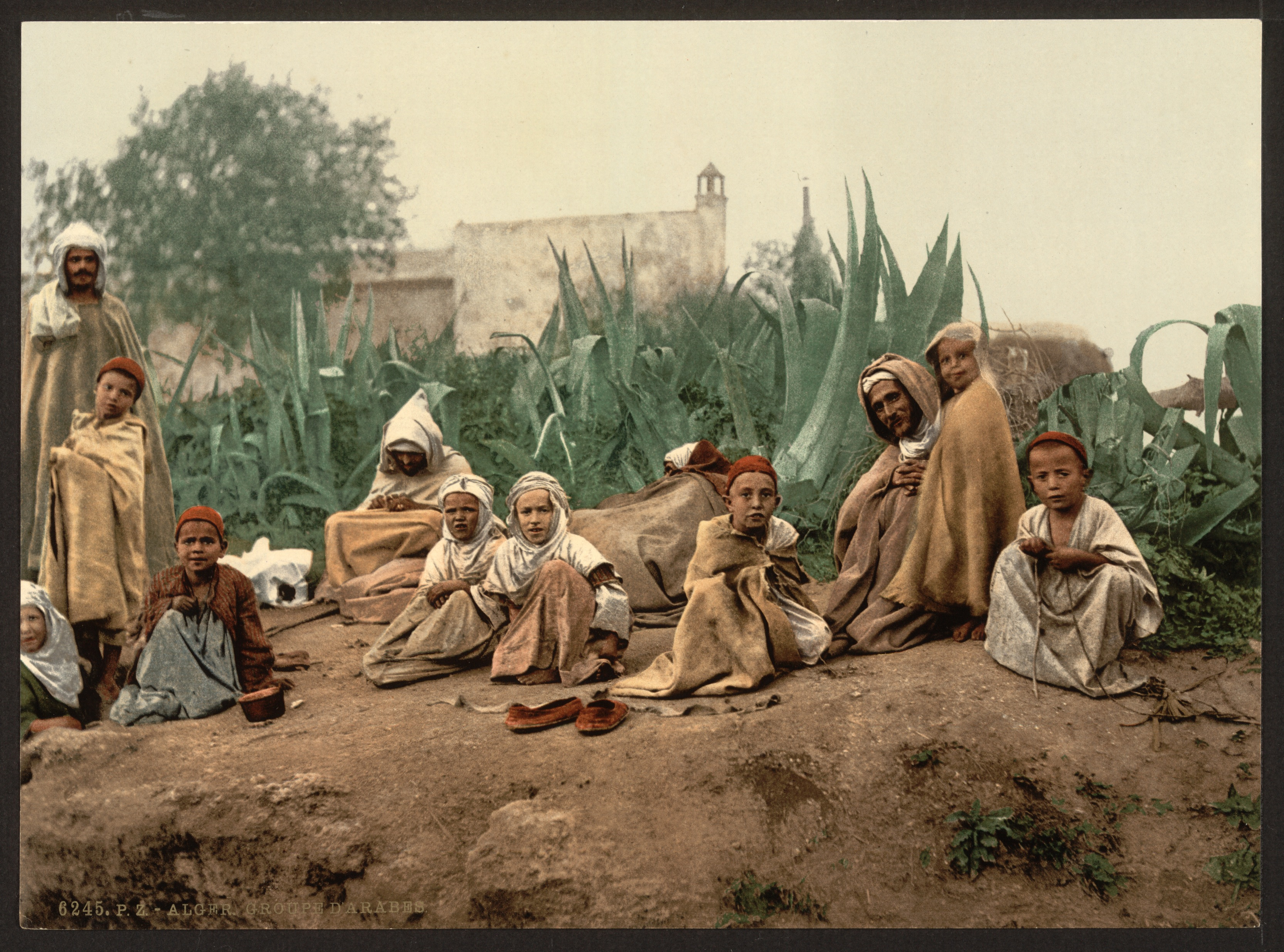
عرب الجزائر

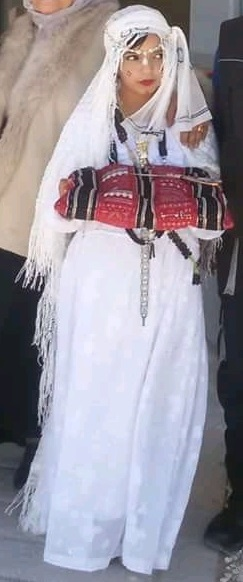
فتاة رحمانية - الأغواط، الجزائر.

للجزائر درجة محدودة من التنوع الإثني بين السكان. علاوة على ذلك، أدت حالات الزواج بين المجموعات إلى انخفاض في مجموع الأقليات المتميزة.
على العموم، الجزائريون هم من أحفاد الأمازيغ والعرب، ساهمت أيضا عناصر من الفينيقيين والرومان والبيزنطيين والوندال والأتراك فضلا عن مجموعات إثنية أخرى من أفريقيا جنوب الصحراء وغيرها في تكوين الشعب الجزائري.
يتواجد أحفاد اللاجئين الأندلسيين في سكان الجزائر العاصمة والبليدة وتلمسان وغيرها من المدن الساحلية. إضافة إلى ذلك، تحدث أحفاد الالأرغون والكاستيليون الموريسكيون اللغة الإسبانية حتى أعماق القرن 18، وحتى اللغة كتالونية كان متحدث بها في نفس الوقت من طرف أحفاد الكتالونيين المورسكيون في بلدة صغيرة من قريش الوادي.
في عام 2008 كان هناك 600,000 إلى مليوني من الأتراك الجزائريين، أحفاد الحكام العثمانيين والجنود والنساء من الطبقة العليا، وغيرهم ممن حكموا المنطقة خلال الحكم العثماني في شمال أفريقيا. وغالبا ما يدعى أحفاد تركيا اليوم كراغلة، وهذا يعني أحفاد العثمانيين والجزائريين.
وخلال الفترة الاستعمارية، كان هناك عدد كبير من السكان الأوروبيين (10٪ في عام 1960) الذين أصبحوا يعرفون باسم الأقدام السود. وكانوا أساسا من أصل فرنسي وإسباني وإيطالي، قدر عددهم عام 1950 بحوالي 117 ألف نسمة، 75 ألف أوروبي، من بينهم 45 ألف فرنسي. وقد غادر جميع هؤلاء السكان تقريبا خلال حرب الاستقلال أو بعد انتهائها مباشرة. من بينهم 740 ألف يهودي.
- القبايل: لديهم نظام العروش، حيث تتحد القرى القبايلية المبنية على قمم الجبال أوقات الشدة، للأمور الطارئة. لدى العروش ما يسمى الجماعة، من نسل واحد، خلية تلتقي بعدة خلايا، مكونة من ذكور العائلة. هذا النظام ديموقراطي، صلب، متين، لم تفلح الدولة في كسره، واصلت الجماعة آداء دورها الاجتماعي خاصة، في أحلك ظروف الاستعمار.
- الشاوية: أقل تجمعا، يستوطنون جبال الأوراس الوعرة، شرق الجزائر.[17] شكلهم في شمالها كفلاحين، زارعي قمح وشجر فاكهة. في الجنوب، تجدهم شبه رعاة، حين تكثر مواسم بيع الماشية في الصيف. الفرق بين الفئتين غير واضح مؤخرا، نظرا للحركة الداخلية. عاش الشاوية في عزلة أشد من القبائليين، والقليل منهم تعرف الفرنسية والعربية. اقتصادهم كان مغلق، والهجرة كانت محدودة جدا. أعتبرت الأوراس خلال حرب التحرير معقل الثوار، كما عزل أكثر من نصف سكانها في المحتشدات. تخلى الكثير منهم عن عزلته بعد الاستقلال.

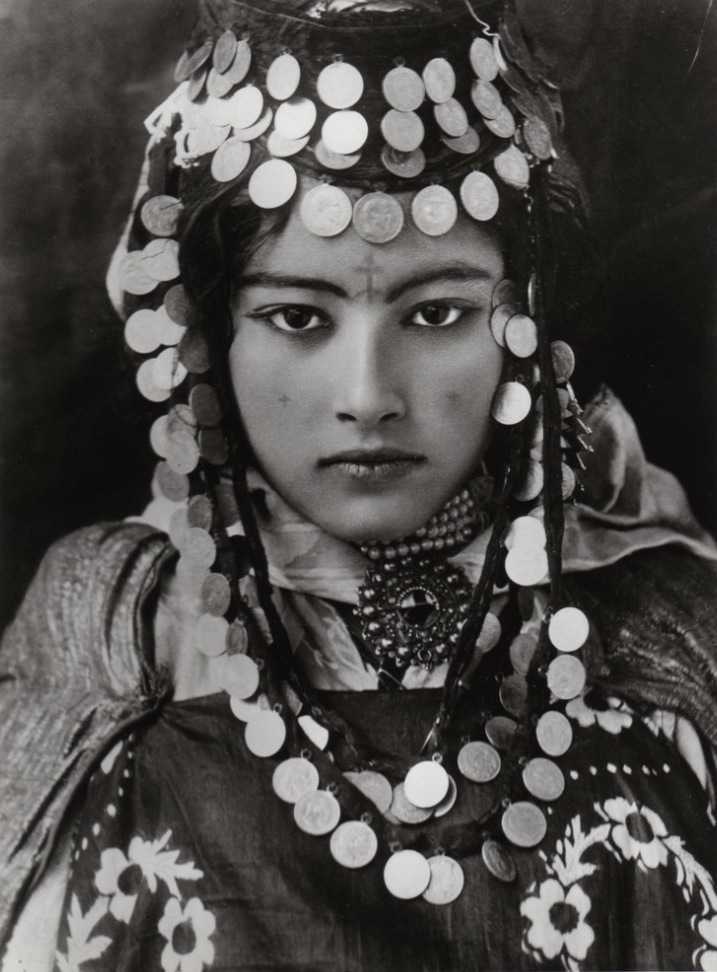
فتاة نايلية.
رجل مزابي.
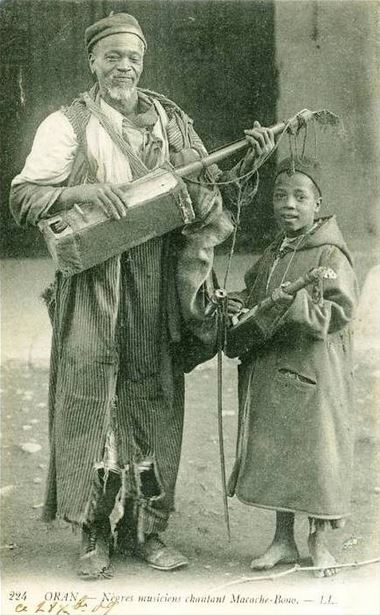
ڨناوة، مدينة وهران.
إمرأة مورسكية، مدينة الجزائر.
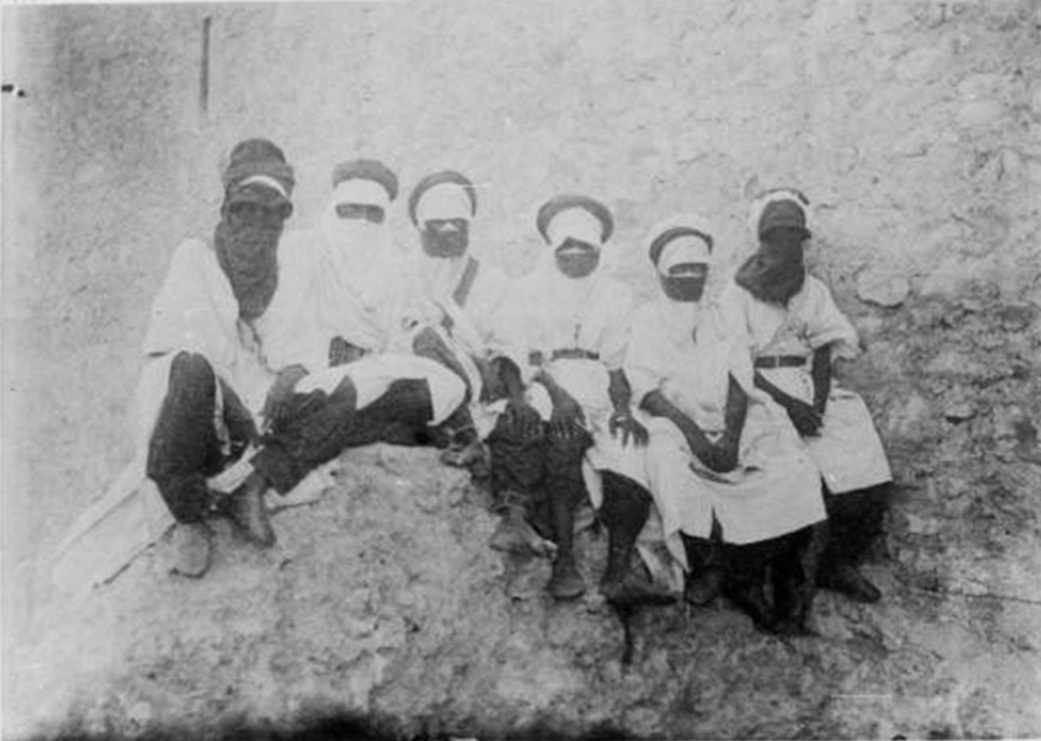
توارق في حاسي انفيل، الجزائر.

- بني ميزاب: ساكني الخط الشمالي للصحراء، قرب وادي ميزاب، الذي أعطاهم اسمه. واحة غرداية مدينتهم الأهم، ويعرفون بالإباضية. تجار مشهورون، دورهم الكبير في التجارة وراء الصحراء، تحولوا بعدها للشمال أكثر، كالعاصمة، وتملكوا البقالة والجزارة هنالك.
- الطوارق: شبه منعزلون، يسمون الرجال الزرق، بسبب اللون النيلي للباسهم، كذلك بالرجال المحجبة، نظرا لاستعمال الرجال دون النساء الغطاء، كعادة وحاجز لرمال الصحراء. سكناهم الصحراء، من جنوب غرب ليبيا، إلى مالي. تواجدهم المكثف في الطاسيلي، وقمم أهقار، قدروا أعوام 1970 بين 5000 و 10000. متجمعون كقبائل، بثلاث فئات: النبلاء، الوكلاء، العبيد والخدم من أفارقة جنوب الصحراء عامة. ربما كانت نساء الطوارق قديما، أحظ نساء الجزائر، للتشريف الذي تحظى به، والمساواة التي تعامل بها مع الرجال. الطوارق رعاة جمال، أدلة الصحراء، حماة قوافل بين غرب أفريقيا وشمالها، لكن هذا تراجع بعد القرن العشرين، بسبب الاستعمار وتأثير الاستقلال، التقنية، النفط في الصحراء، وأخيرا جفاف الواحات. تغيرت الوضعية، ليصبح الرحالة التوراق مستوطني تمنراست وجانت.
- أولاد نايل: ينتشرون في الجلفة والمسيلة وبسكرة وبعض مناطق من المدية، البويرة، الاغواط، التقاليد الشفهية لأولاد نائل تدّعي النسب العربي من القبائل القديمة التي وصلت إلى المنطقة منذ حوالي ألف سنة. بعض التقاليد ترجع أصولها إلى بنو هلال، التي قدمت إلى المرتفعات عبر الوادي وغرداية،[18] في حين يدعي آخرون أنهم ينحدرون مباشرة من إدريس الأول.[19] وهم شعب بدوي أو شبه بدوي يعيشون في مرتفعات أطلس الصحراء التي أطلق عليه اسمهم «جبال أولاد نايل». كانت مدينة الجلفة تقليديًا مركزًا هامًا للسوق والتجارة لأولاد نائل، خاصةً لمواشيهم.[20] يعمد أولاد نايل إلى تربية الماشية في العادة باعتبارهم بدو على أراضيهم العشبية الجبلية، وكذلك في منطقة الحضنة الشمالية ودياس في الجنوب. البدو منهم يعيشون في خيام مخيّمة باللونين الأسود والأحمر، ويعيش أخرون أيضًا العيش في الدشور أو القرى غير المحصّنة، أو في القصور المحصّنة. زراعة الحبوب ممكنة في المرتفعات الجبلية، رغم النتائج الغير المنتظمة إلى حد ما. ونادرا ما كانوا قادرين على زراعة أشجار النخيل في المرتفعات ولكنهم يحصلون على التمور من مناطق أخرى عن طريق التجارة، لا سيما في بوسعادة الواقعة عند سفح الطرف الشمالي من سلسلة الجبال.[21]
- رحمان: قبيلة رحمان هي قبيلة عربية من بني هلال تتكون من : أولاد إبراهيم -أولاد خليفة – رحمان الجمالة – رحمان الفضول …….

تتواجد بعين وسارة – بيرين – الأغواط – في الجنوب الجزائري على الأرجح ببسكرة ، المغير وتقرت و توجد أيضا بقصر الحيران ولاية الأغواط وقصر الشلالة ولاية تيارت.
- الشعانبة: وهي قبيلة عربية كبيرة من بني سليم شمال الصحراء الجزائرية. يعيشون في متليلي الشعانبة، المنيعة، ورقلة، واد سوف وضواحي العرق الغربي الكبير خاصة في تيميمون وبني عباس[23] في حين تقليديا كانوا بدو متخصصين في تربية الإبل، وقد استقر معظمهم في الواحات خلال القرن العشرين.[24]
- ڨناوة: مجموعة إثنية في المغرب العربي ينحدرون من «سلالة العبيد» الذين استجلبوا في العصر الذهبي المغرب العربي (نهايات القرن 16 الميلادي) من أفريقيا السوداء الغربية، التي كانت تسمى آنذاك السودان الغربي أو إمبراطورية غانا (دولة مالي الحالية، على الخصوص).[25]

- الشلحة: في بني بوسعيد، جبال أصفور، تلمسان.
- شناوة: مجموعة عرقية أمازيغية يتواجدون في الجزائر بجبال الشناوة بالقرب من مدينة تيبازة التي تبعد بحوالي 70 كلم عن الجزائر العاصمة ولهم أصول أمازيغية.
- التاقارقرنت، نواحي ورقلة.
- كان المستعمرون، الممثل الرسمي للجزائر، بعد الاستقلال مباشرة، غادرها أكثر من مليون أجنبي. الأقدام السوداء صار اسمهم في فرنسا، وتجنسوا الفرنسية. كان هنالك جدار صمت بين العرب والأوربيين، بقليل من التعايش، حالات نادرة، يميزها الترابط بالعائلات الغنية الجزائرية.

## توزع سكاني

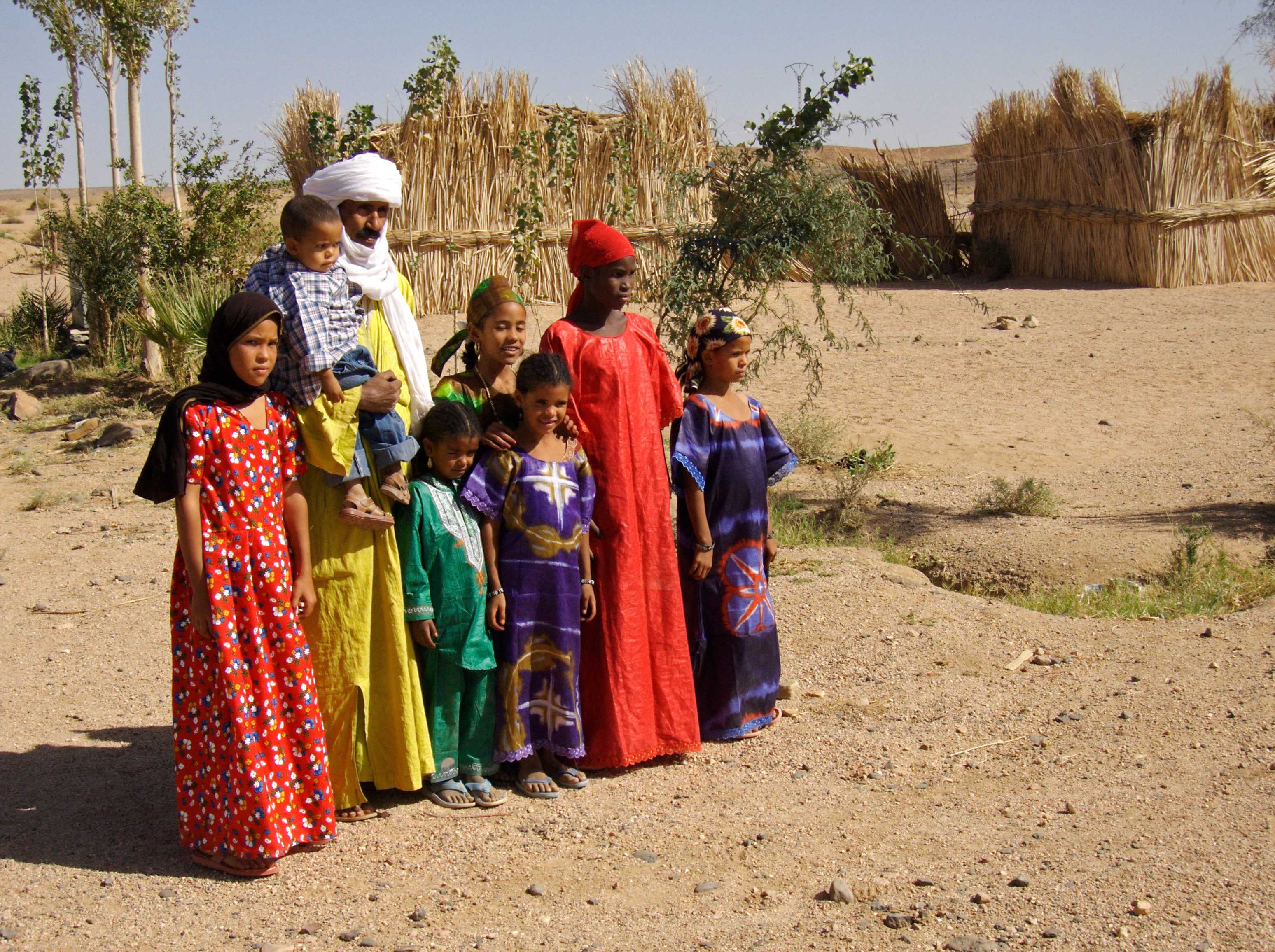
جزائريون يقطنون جبل يسمى كاف الجنون بالقرب من الحدود الليبية.

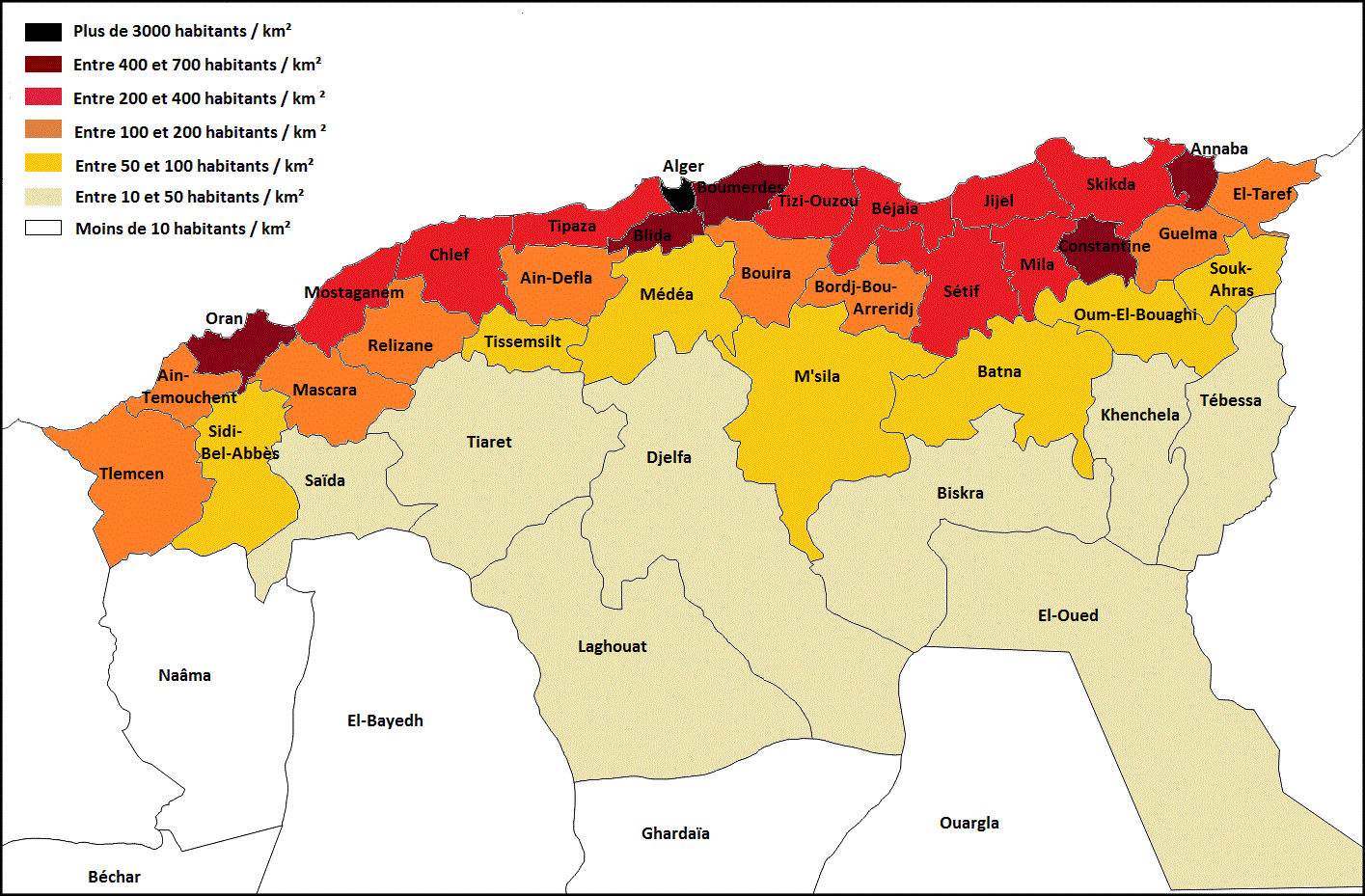
توزيع السكان (2008)

يتوزع سكان الجزائر بشكل غير متساو إطلاقا على الأراضي الإقليمية، يعيش ٪91 من السكان على طول ساحل البحر الأبيض المتوسط بنسبة 12٪ من إجمالي مساحة الأراضي في البلد.
تمثل الولایات ال 12 ذات الكثافة الأقل من 20 ساكن في کل کیلومتر مربع (الجلفة والأغواط والوادي والنعامة والبيض وورقلة وغرداية وأدرار وبشار وتمنراست وإليزي وتندوف) 89٪ من مساحة البلد لكن بالكاد تمثل 13٪ من السكان.
أما الولایات ال 36 الأخرى، التي یزید کثافتھا عن 20 ساكن في کل کیلومتر مربع، وکلھا تقع في شمال البلاد، فھي تمثل 11٪ من مساحة البلد (حوالي 240 ألف کم 2) وتمثل 87٪ من السكان.
من بين هذه 36 ولاية شمالية، تتواجد أعلى كثافة في جميع أنحاء المدن الكبرى (الجزائر العاصمة ووهران وقسنطينة وعنابة)، تليها الولايات الساحلية الأكثر ريفية (الشلف، تيبازة، تيزي وزو وجيجل وسكيكدة، الخ)، ثم الولايات الداخلية (غليزان، معسكر، المدية، سوق أهراس، الخ)، وأخيرا الولايات القريبة من الصحراء الكبرى (تبسة، المسيلة، تيارت، سعيدة، الخ).
يعيش 45 في المائة من السكان في المناطق الحضرية، يستمر التحضر على الرغم من الجهود الحكومية الرامية إلى تثبيت الهجرة إلى المدن. يعيش حاليا 24,182,736 جزائريا في المناطق الحضرية، بينما يعيش نحو 1,5 مليون بدوي في المنطقة الصحراوية.

### هجرة خارجية

مهاجر جزائري إلى لندن؛ «سيد مصطفى بن يوسف» والد «زايدة بن يوسف».

بدأت هجرات الجزائريين خلال الاستعمار الفرنسي للجزائر، بسبب عدة عوامل منها فقدان السيادة والنصرانية والاضطهاد والفقر. حسب التقارير الفرنسية خلال سنة 1855 هاجرت نحو 300 عائلة تحمل 1500 شخص، وفي سنة 1856 قدرت حوالي 200 خيمة من معسكر تحمل ألف شخص، وخلال سنة 1860 كانت هناك 300 خيمة تحمل 1500 شخص. إستقرت عائلات من تلمسان ومعسكر ومستغانم في تازة وتيطوان وطنجة بعد سقوط هذه المناطق تحت الإستعمار، حيث قدر عدد المهاجرين سنة 1931 بحوالي 11700، وفي سنة 1936 حوالي 15000 وفي سنة 1947 حوالي 33000 وفي سنة 1951 حوالي 15300. شهد الشرق الجزائر موجات الهجرة أيضا خاصة بعد احتلال عنابة حيث لجأت عدة قبائل إلى منطقة بنزرت.
لم تكن مناطق الجوار فقط قبلة الجزائريين بل امتدت إلى دول الشرق الأدنى كذلك وبلاد الشام بالأخص وقد زادت الهجرة بعد استقرار الأمير عبد القادر بها بعد 1855.

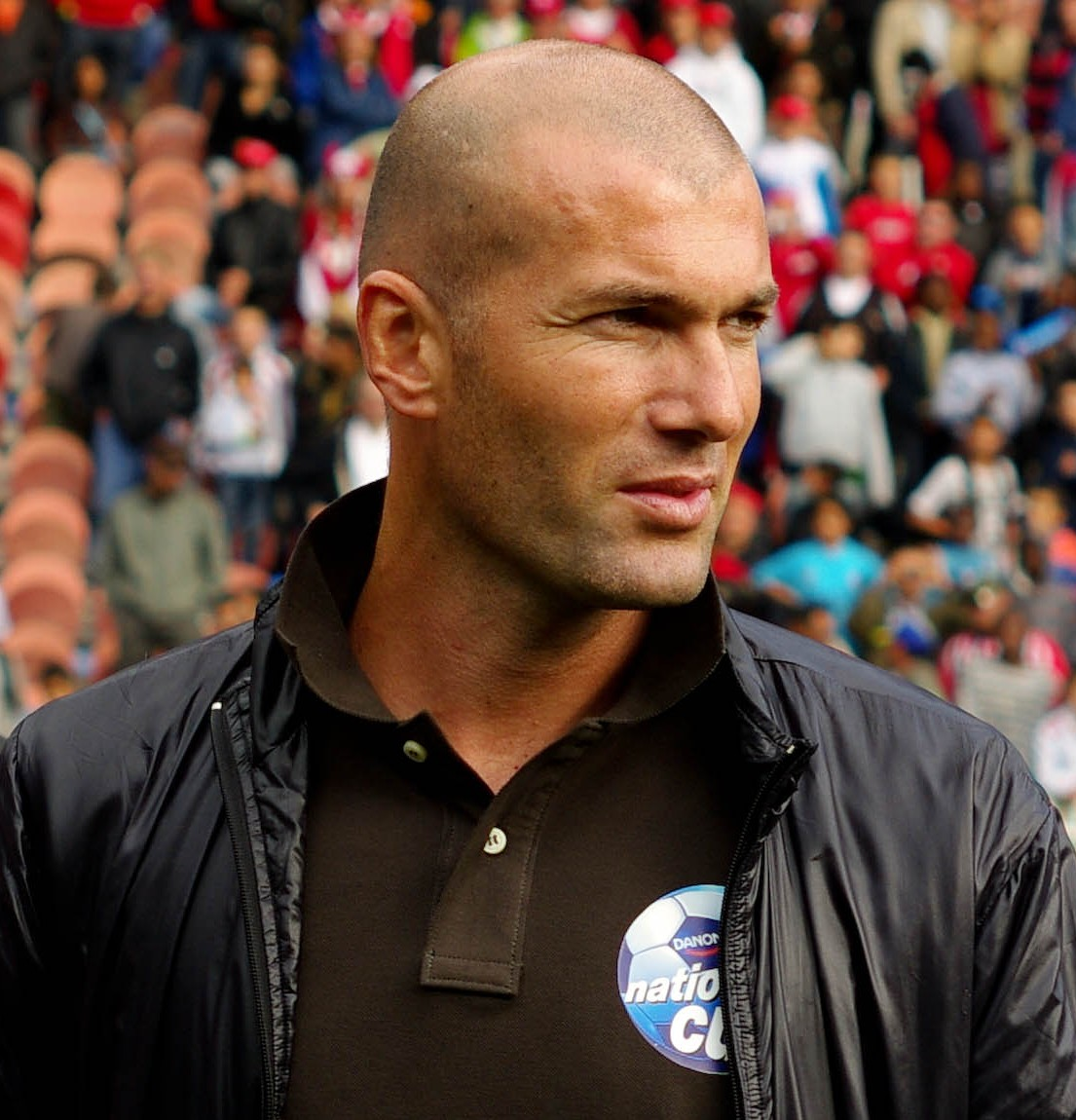
زين الدين زيدان؛ ابن مهاجرين جزائريين.

بدأت الهجرة نحو فرنسا مع بداية القرن 20، خلال سنة 1924 بلغ عدد الجزائريين بفرنسا 100 ألف نسمة، وخلال سنة 1949 بلغ عددهم 194,800 نسمة، وخلال سنة 1954 بلغ 300 ألف نسمة، بحيث 52.5 ألف عامل، 37.8 ألف بطال، 5 ألاف ونصف تاجر، 1.2 ألف أصحاب أعمال حرة. حدثان مهمان في تاريخ الهجرة الخارجية (وراء البحر) للبلد غيرت من التركيبة السكانية، منذ الحرب العالمية الثانية: الرحيل الممنهج لغالبية الأوربيين المستوطنين، عام 1962 و1963، ثم هجرة العمالة الجزائرية نحو أوروبا، خاصة فرنسا. كان عدد العمال بعائلاتهم عام 45 حوالي 350 ألف وفي 64، 500 ألف. سنوات الثمانينات، يصل عددهم إلى 800 ألف، حسب الإحصائيات الفرنسية. مشكلين من الحركى أيضا (400ألف) الذين أخذوا الجنوب الفرنسي مستقرا.
حددت اتفاقية بين فرنسا والجزائر نسبة المهاجرين سنويا ب35ألفا، خفضت ل25ألف في 1971. رغم أن الجزائر منعت كل هجرة في 1973 (سياسة بومدين) إلا أنها تواصلت سريا حتى أواخر 70. منتصف السبعينات، قدمت كل من فرنسا والجزائر حوافز لوقف الهجرة وراء البحر، إحداها، توفير منزل خاص، لكن لا دلائل متوفرة على نجاح الخطة.
خلقت الإجراءات التي سنتها الدول الأوربية مشكلة للعمالة الجزائرية، المغاربية بشكل عام، والتي كانت تتنقل مرتاحة بين البلد الأصلي وأوروبا، حيث يصير منع الدخول ثانية لمن أراد زيارة أهله في البلد الأصلي، أدى هذا إلى الاستيطان المغاربي لدول أوروبا، بجلب عائلاتهم للبلد المضيف، وأخذ أشكال متنوعة من الإقامات.
أصبحت أوروبا أكثر تشددا، خلال أزمة النفط التي تلت حظر الدول العربية المصدرة عام 1973، وبسبب البطالة في فرنسا نفسها، ثارت العمالة المحلية الفرنسية ضد الخارجية، وطالبت بترحيلها. كنتيجة، أصبحت الهجرة أكثر انتقائية، وأكثر صرامة بعد أحداث 11 سبتمبر.
العمالة الفرنسية بالذات، تشدد أكثر رافقها، ففقد أغلب الجزائريين والمغاربة حقوقهم العمالية ومميزاتهم، أهم من ذلك، انخفاض صوتهم وقوتهم. سنوات 70 طالب العمالة المحلية بتحديد الهجرة (شرعية كانت أو غير) ثم توقيفها أخيرا، استبدالها بعمالة أوروبا الشرقية الأكثر اندماجية.
و صار ينظر لكل مهاجر جزائري أو مغاربي، كزيادة في العمالة، قليلا جدا ما كانوا يتجنسون بسبب نظرة الإدارة. عدم الاندماج والتقوقع سبب ساعد في ترسيخ الفكرة، خلال التسعينات لم يكن للجزائريين وجود في الأحزاب الفرنسية، والجماعات الضاغطة، فكانوا كبش الفداء، لضعف اقتصاديات أوروبا بشكل عام.
ما زالت تشكل الهجرة الخارجية غلافا للمجتمع الجزائري، ومادة دسمة للصحافة الجزائرية، زوارق الموت آخر صيحة.
المعدل للهجرة سلبي رغم كل هذا (0.33-) حيث ترافق الهجرة الخارجية، هجرة أقوى داخليا، من المناطق الجنوبية المحدة للبلد. الجزائر مثلا، منطقة لجوء للصحراويين في تندوف، البالغ عددهم 165 ألف لاجئ، منذ 1975 تاريخ احتلال المغرب لبلدهم.

## قانون الأسرة
تحسنت نظرة المجتمع الجزائري كثيرا للمرأة، بعد الزيادة في نسب التعليم، وبلوغ نسب عالية في المدارس والجامعات للإناث بنسبة 70,6 % من إناث الجزائر. فيما يتعلق بحضور العنصر النسوي حسب قطاعات النشاط، أوضحت بيانات الديوان الوطني للإحصائيات أنه من بين 1،97 مليون امرأة عاملة في البلاد، هناك 853 ألف امرأة تنشط في قطاع الصحة والنشاط الاجتماعي (43،2 بالمائة من مجموع الساكنات المشتغلات) مقابل 705 ألف رجل، بينما يعمل في قطاع الصناعات التحويلية 415 ألف مرأة (21 بالمائة من إجمالي النساء العاملات) مقابل 913 ألف رجل
في عام 2005 تم تعديل قانون الأسرة لعام 1984 حسب اتفاقيات سيداو بدون الخروج التام عن الشريعة الإسلامية . من الأمور التي لم يتم تعديلها هو عدم السماح للمرأة المسلمة أن تتزوج غير المسلم، أما تعدد الزوجات فقد سمح به بشرط موافقة الزوجة الأولى حسب القانون، أما الميراث فمربوط بدرجة القرابة و ليس بالجندر خلافا لما يشاع له، فيمكنها أن ترث أكثر أو تساوي من ميراث الرجل في أكثر من 30 حالة و ترث نصف ميراث الرجل في 4 حالات فقط و ذلك بسبب مبدأ القوامة للرجل لأنه مسؤول ماديا عليها. لا يسمح أن تتزوج المرأة بدون موافقة وليها (في أغلب الحالات الأب) و لكن ليس بدون إرادتها، يمكنها تطليق زوجها باستعمال ما يسمى "الخلع" بدون سبب إن أرادت، و أيضا بسبب الضرر النفسي و الجسدي بما يسمى "طلاق للضرر".
إلا أن الآباء لا ينالون الحضانة تلقائيا في أكثر من 70% من الحالات و لا يوجد قانون يعتمد الأبوة و الأمومة التشاركية بالموازات بعد الطلاق بين الأم و الأب مما يخلف اثرا في أكثر من 70 % من تعداد أطفال الشقاق .[تحليل شخصي]

## نمو سكاني

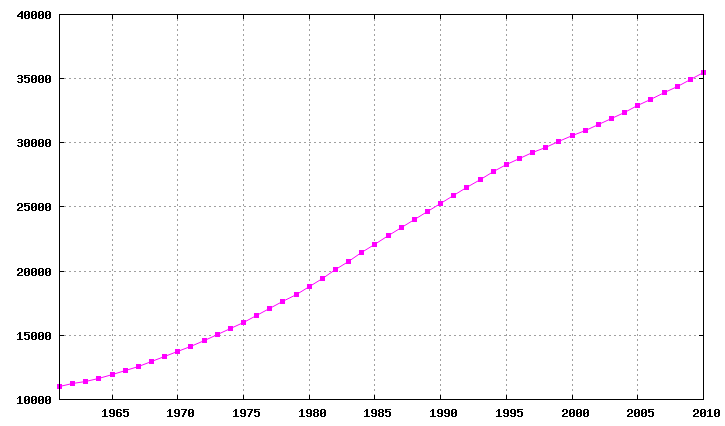
النمو السكاني في الجزائر.

الأمراض، المجاعات، وسياسات فرنسا سابقا ضربت الجزائر في الصميم، أصيبت التركيبة السكانية بخلل، نقص عدد السكان كان واضحا قبل الستينات، حين كان لا يجاوز سكان الجزائر العشرة ملايين. شاهدت الجزائر نموا سكانيا مفاجئا، أسبابه الرعاية الصحية السخية، نسبة الأمية العالية، كذلك الرخاء التي عاشته البلاد أثناء فترة الاستقلال.

### إحصائيات
أرقام من المكتب الوطني للإحصاء بالجزائر، والحولية الديمغرافية للأمم المتحدة:
تطور عدد سكان الجزائر 1851-2017
| السنة | متوسط عدد السكان (x 1000) |
| ----- | ------------------------- |
| 1851  | 2324                      |
| 1856  | 2310                      |
| 1861  | 2737                      |
| 1866  | 2656                      |
| 1872  | 2134                      |
| 1891  | 3577                      |
| 1911  | 4741                      |
| 1921  | 4923                      |
| 1926  | 5151                      |
| 1931  | 5588                      |
| 1936  | 6202                      |
| 1948  | 7460                      |
| 1954  | 8745                      |
| 1960  | 10800                     |
| 1966  | 12018                     |
| 1977  | 18250                     |
| 1982  | 19532                     |
| 1987  | 23050                     |
| 1998  | 29507                     |
| 2004  | 32364                     |
| 2005  | 32906                     |
| 2006  | 33200                     |
| 2007  | 34096                     |
| 2008  | 34591                     |
| 2009  | 35268                     |
| 2010  | 35978                     |
| 2011  | 36717                     |
| 2012  | 37495                     |
| 2013  | 38297                     |
| 2014  | 39114                     |
| 2015  | 39963                     |
| 2016  | 40400                     |
| 2017  | 41700                     |

نميز منذ 1851، 3 مراحل لتطور سكان الجزائر:
- مرحلة التراجع: 1851-1872
- مرحلة النمو البطيء: 1872-1960
- مرحلة النمو السريع: 1960-2008

## المدن
فيما يلي قائمة بأهم المدن الجزائرية:

| المدن والبلدات الكبرى في الجزائر | المدن والبلدات الكبرى في الجزائر | المدن والبلدات الكبرى في الجزائر | المدن والبلدات الكبرى في الجزائر | المدن والبلدات الكبرى في الجزائر | المدن والبلدات الكبرى في الجزائر | المدن والبلدات الكبرى في الجزائر | المدن والبلدات الكبرى في الجزائر | المدن والبلدات الكبرى في الجزائر | المدن والبلدات الكبرى في الجزائر |
|                                  | الترتيب                          | الاسم                            | ولايات الجزائر                   | السكان                           | الترتيب                          | الاسم                            | ولايات الجزائر                   | السكان                           |                                  |
| -------------------------------- | -------------------------------- | -------------------------------- | -------------------------------- | -------------------------------- | -------------------------------- | -------------------------------- | -------------------------------- | -------------------------------- | -------------------------------- |
| الجزائر العاصمة وهران            | 1                                | الجزائر العاصمة                  | ولاية الجزائر                    | 3,518,083                        | 11                               | تبسة                             | ولاية تبسة                       | 196,537                          | عنابة قسنطينة                    |
| الجزائر العاصمة وهران            | 2                                | وهران                            | ولاية وهران                      | 609,940                          | 12                               | الشلف                            | ولاية الشلف                      | 178,616                          | عنابة قسنطينة                    |
| الجزائر العاصمة وهران            | 3                                | عنابة                            | ولاية عنابة                      | 464.740                          | 13                               | بجاية                            | ولاية بجاية                      | 177,988                          | عنابة قسنطينة                    |
| الجزائر العاصمة وهران            | 4                                | قسنطينة                          | ولاية قسنطينة                    | 448,374                          | 14                               | برج بوعريريج                     | ولاية برج بوعريريج               | 168,346                          | عنابة قسنطينة                    |
| الجزائر العاصمة وهران            | 5                                | باتنة                            | ولاية باتنة                      | 310.000                          | 15                               | بشار                             | ولاية بشار                       | 165,627                          | عنابة قسنطينة                    |
| الجزائر العاصمة وهران            | 6                                | الجلفة                           | ولاية الجلفة                     | 289,226                          | 16                               | سكيكدة                           | ولاية سكيكدة                     | 163,618                          | عنابة قسنطينة                    |
| الجزائر العاصمة وهران            | 7                                | سطيف                             | ولاية سطيف                       | 288,461                          | 17                               | البليدة                          | ولاية البليدة                    | 163,586                          | عنابة قسنطينة                    |
| الجزائر العاصمة وهران            | 8                                | سيدي بلعباس                      | ولاية سيدي بلعباس                | 212,935                          | 18                               | الأغواط                          | ولاية الأغواط                    | 144,747                          | عنابة قسنطينة                    |
| الجزائر العاصمة وهران            | 9                                | بسكرة                            | ولاية بسكرة                      | 205,608                          | 19                               | تلمسان                           | ولاية تلمسان                     | 140,158                          | عنابة قسنطينة                    |
| الجزائر العاصمة وهران            | 10                               | تيارت                            | ولاية تيارت                      | 201,263                          | 20                               | المدية                           | ولاية المدية                     | 138,355                          | عنابة قسنطينة                    |

## تنظيم الأسرة

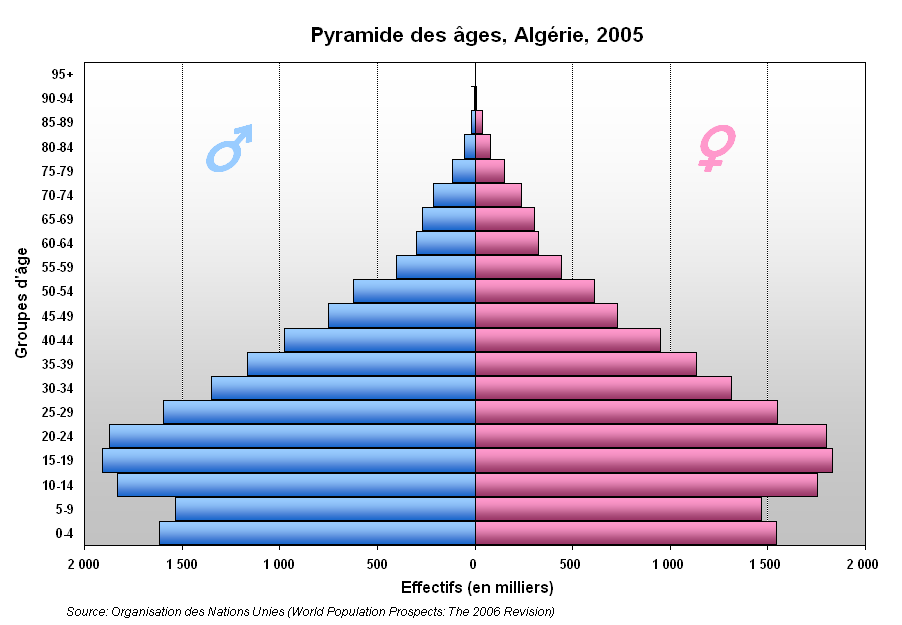
هرم الأعمار للجنسين سنة 2005.

كانت الجهود التي بذلتها الدولة في حملة تنظيم الأسرة ناجعا، وخلقت: اللجنة الأسرية خلال الثمانينات، التي كان مبدأها، وضع التوازن بين الموارد الاقتصادية والمجتمع. ثلاث سنوات بعدها، دعم صندوق دعم الأسرة الدولي هذه المنظمة، في زيادة الرعاية بالأم والولد، دعم التوعية بوسائل منع الحمل كذلك. كان هذا الصندوق وراء ترشيد سياسة الدولة في هذا المجال. 35% من النساء استعملت أحد وسائل منع الحمل أواخر الثمانينات[بحاجة لمصدر].
- بلغ سكان الجزائر في جانفي 2007 م، 33.8 مليون نسمة، بمعدل نمو 1.21%. تقدم سن الزواج بالنسبة للبنات وتحسن مستوى تعليمهن، ساعد على انخفاض معدل الإنجاب من 7.4 (1970 م) إلى 1.86 (2007)[بحاجة لمصدر].
- بلغ متوسط عمر الفرد 74.8 عاما
- 71.9 عاما للرجل.
- 75.2 للمرأة.
- نسبة الولادات: 17.11 للألف.
- نسبة الوفيات: 4.62 من الألف.
- نسبة وفيات الرضع: 28.72 للألف.
- التشكيلة السكانية متوازنة، المواليد من الجنس الذكري أكبر قليلا من عدد الإناث، تتناقص مع السن، نظرا للوفيات التي تصيب الذكور.
- يغلب الشباب على تركيبة الفئات العمرية لسكان الجزائر، يشكل الذين تقل أعمارهم عن 15 سنة40% من السكان، فيما يشكل الذين تزيد أعمارهم عن 65 عاما 4.1% فقط[بحاجة لمصدر].

## الصحة
أشارة إحصائيات فترة الاستقلال، أن الجزائر احتوت طبيبا واحد لكل 33 ألف شخص، (300 طبيب في كل الجزائر)، ممرضا واحدا لكل 40ألف نسمة. بذلت الدولة جهدا ضخما في هذا المجال.
حسب آخر الإحصائيات، لا تتوفر الجزائر على القدر الكافي من الأطباء (طبيب واحد لكل 1000) وعدد الأسِرّة (2.1 لكل 1000 مريض)، كما يلاحظ نقص المياه الصالحة للشرب (87% من السكان فقط) كذلك مشاكل الصرف الصحي (92% من السكان)
نظرا للتشكيلة الشبابية من السكان، أولت الدولة رعايتها لسياسية الوقاية ونظام العيادات والمستوصفات، بدل المستشفيات الضخمة. تسهر وزارة الصحة على حملات التطعيم المجانية، لكن ضعف الصرف الصحي والمياه النجسة ما زال الهاجس الناقل لأمراض كالسل، التهاب الكبد، الحصبة، حمى التيفوئيد، الكوليرا.
تنتشر العدوى بسرعة، غياب التوعية، خلّاها الخطيرة على الصحة العمومية، أبرز الأحداث، تسمم أكثر من 300 فرد من العون العمومي أنفسهم دفعة واحدة بفيروس اللوزتان الأبيض.
خلال 2003، ظهر بأعراض فقدان المناعة 0.1 من السكان، بين 15-49 سنة. التسمم الغذائي من اللحوم المحفوظة (بوتيليزم) يعرفه الجزائريون موسميا، آخرها تسمم الفرق الرياضية المشاركة في أولمبياد إفريقيا. أخطر من هذا عودة بعض الأمراض المنقرضة، كالطاعون غرب البلاد.
تواجه المناطق الجنوبية النقص في أطباء القطاع العام وأطباء الأسنان، أطباء القطاع الخاص ندرة خاصة، رغم أن الدولة تشترط العمل في القطاع العام لمدة 5 سنوات.
يحصل الفقير بشكل عام على رعاية مجانية، أما الغني فيدفع مقابلا يتراوح حسب تقديرات وزارة الصحة.
الصحة والقطاع الصحي، كأي مؤسسة، تخضع دائما للمد السياسي الحالي.

## اللغة
اللغة العربية هي اللغة الرسمية، وأيضا الوطنية إلى جانب اللغة الأمازيغية (المعيارية). تستعمل العربية الفصحى في المعاملات الرسمية كالتعليم والإدارة والإعلام والصحافة، ويتحدث الجزائريين في حياتهم اليومية الدارجة الجزائرية، اللغات الأمازيغية الجزائرية واللغة البلبالية، وتستعمل في الوسائل الغير رسمية كالترفيه (مسلسلات، برنامج تلفزيونية...).
تدرس اللغة الفرنسية في المراحل الأولى للتعليم، تتبعها اللغة الإنڨليزية.
يتم تداول اللغة الفرنسية بشكل واسع في الإدارات العمومية والهيئات الحكومية، لسيطرة الجيل القديم (الجيل الذي تعلم في عهد الاحتلال الفرنسي) على المناصب الحساسة في الدولة وهيئاتها، كما أصبحت الإنڨليزية (لأهميتها) في مراحل متطورة، متغلغلة بين مثقفي البلد.
تطالب الأحزاب الإسلامية بمواصلة سياسة التعريب الشامل، بعد نجاحه على مستوى وزارة العدل خلال السبعينات، تقابله مطالبة الأحزاب الأخرى بنظام لغتين في التعامل الإداري، ومنهجية الأمازيغية من جديد في التعليم الجزائري.

## ديانات ومذاهب سكان الجزائر
الدين في الجزائر (2013)
يضمن الدستور الجزائري حرية المعتقد لكل مواطن.الجزائر عضو في الأمم المتحدة، ومصادقة على المبادئ الأولى لحقوق الإنسان، حرية المعتقد أولها، تتعرض للضغط الأجنبي بخصوص أي تضييق قد تشهده الجالية المسيحية الجزائرية. بشكل عام، تسمح الدولة بالتبشير أيا كان، بشرط ان يبقى محدودا، تفاديا لإثارة المشاعر، مصطلح (تحت - تحت) يعبر عن هذا.(تم مؤخرا إصدار قانون يجرم التبشير بأى دين غير الإسلام)

### الدين
أنظر: معتقدات الأمازيغ قديما.
- الإسلام: تعتنق الغالبية الساحقة من الجزائريين الدين الإسلامي.
- المسيحية: هناك أقليات مسيحية (كاثوليك وبروتستانت) حيث لا وجود لأرقام ثابتة حول أعدادهم أو نسبتهم. في عام 2009، أحصى مكتب الأمم المتحدة حوالي 45,000 من أتباع الكنيسة الرومانية الكاثوليكية القسم الأكبر منهم من ذوي الأصول الأوروبية ممن سكنوا البلاد إبّان الاستعمار ويتركزون في العاصمة والمدن الكبرى و10,000 من البروتستانت في الجزائر؛ في حين تقدر العديد من الإحصائيات المختلفة عدد البروتستانت في الجزائر بين 100,000[37]-150,000؛ القسم الأكبر منهم من أصول جزائرية مُسلمة إما عربية أو أمازيغية.[38] وقدّرت دراسة تعود لعام 2015 عدد المسلمين المتحولين للديانة المسيحية في الجزائر بين السنوات 1960-2015 بحوالي 380,000 شخص.[39]
  - الكاثوليك الرومان : أغلبيتهم من أصول أوروبية لا سيما من الفرنسيين.وأيضا من العمال الفلبينيين
  - البروتستانت الإنجيليين وغالبيتهم من الجزائريين الأصليين واللذين تحولوا من الإسلام إلى المسيحية بسبب حملات التبشير التي برزت في تسعينات القرن العشرين، ويتركز وجودهم بالأخص في منطقة القبائل. بالإضافة إلى الأفارقة ممن يعتنقون المذهب البروتستنتي من طلبة أو لاجئين.
- اليهودية: لقد تعايش اليهود مع المسلمين أثناء وقبل الاحتلال الفرنسي لكن عددهم تناقص بشكل كبير جدا فمنهم من اتجه إلى فرنسا بعد الاستقلال ومنهم من رحل إلى إسرائيل. لم يبقى في الجزائر منهم.
- البوذية: وتقتصر على عدد من أفراد العمالة الأسيوية التي قدمت إلى البلاد لاسيما الصينية واليابانية والكورية. هناك حديث عن جزائريين اعتنقوا البوذية لكن لا أدلة حول هذا وإن صدقت فإن الأعداد لا تتعدى أفرادا.
- اللادينية: هناك الكثير من الأجانب من الصينيين وغيرهم ممن يؤمنون بالفكر الإلحادي.[40][41]

### مذاهب إسلامية
- السنة: أغلبية المسلمين في الجزائر من السنة والمذهب المالكي تقليديا هو المذهب الأساسي للإفتاء لدى الدولة. كما زاد انتشار المد السلفي على غرار العديد من البلدان الإسلامية . وتوجد نسبة قليلة لا زالت تتعبد وفقا للمذهب الحنفي وهم بعض السكان من ذوي الأصول التركية ويمكن أن نلاحظ ذلك في بعض مساجد العاصمة والبليدة لكن مع تزايد الدعاة والقنوات الإسلامية وانتشار الوعي الديني لم يعد هناك من يتعصب لمذهب فقهي واحد. كما يوجد هناك أتباع للطرق الصوفية لاسيما في المناطق الغربية والداخلية، ومن أهمها : التيجانية، القادرية، الشاذلية والمهدية وقد تغلغلت في المجتمع منذ القدم وعادت مؤخرا إلى البروز بعد أن أصبحت تحضى برعاية الدولة.[42][43]
- الإباضية غير واضحة العدد: وتتبعها قبيلة بني ميزاب الأمازيغية ومعقلها الأساسي في ولاية غرداية الواقعة شمال الصحراء.
- الشيعة: دخل المذهب الشيعي الإثني عشري إلى الجزائر، خصوصاً بعد انتصار الثورة الإيرانية، وظهور القنوات الشيعية، وهجرة عدد من الشيعة من العراق وسوريا ولبنان. لا توجد إحصائية رسمية موثوقة تحدد عددهم الحقيقي لكن المؤكد أن الظاهرة لم تتجاوز بعد حد التعاطف من بعض الفئات مع السياسة الإيرانية أكثر منها اقتناعا بمبادئ وعقيدة الشيعة.[44][45]